# Standardverdrängung
Die Standardverdrängung dient als Vergleichswert für die Größe von Kriegsschiffen.

## Definitionen
Der Begriff Standardverdrängung wurde erstmals im Washingtoner Flottenabkommen vom 6. Februar 1922 im Kapitel 2 Teil 4 definiert. Es handelt sich um die Verdrängung des vollkommen fertiggestellten, mit Maschinen versehenen, und bemannten Schiffes. Darin sind weiter eingeschlossen alle Bewaffnung, Munition, Betriebsmittel, Ausrüstung sowie Lebensmittel und Süßwasser für die Besatzung sowie sonstige Gerätschaften und Vorräte, die im Krieg mitgeführt werden. Nicht eingerechnet werden Treibstoff und Reservespeisewasser für die Kessel.
Im genannten Vertrag werden Standardverdrängungen sowohl in britischen Tonnen (tn.l. von englisch long ton) zu 1.016 kg als auch in metrischen Tonnen zu 1.000 kg angegeben, wobei die im Vertrag festgelegten Tonnagegrenzen in britischen Tonnen runde Zahlen ergeben.
Im Deutschen wird für Standardverdrängung auch die Bezeichnung Typverdrängung verwendet. Vereinzelt wird die in britischen Tonnen angegebene Standardverdrängung auch kurz als „Standardtonnen“ bezeichnet. Die Abkürzung dafür lautet ts und ist eine von physikalischen Gegebenheiten unabhängige Kennzahl für das Wasserfahrzeug. Obwohl das Abkommen von 1922 längst funktionslos ist, wird diese nach den damaligen Regeln ermittelte Nenngröße bis heute für militärische Einheiten als Vergleichsgröße verwendet.
Folgende Höchstwerte für die Standardverdrängung wurden in Washington für die jeweilige Schiffsklasse festgelegt:
| Kreuzer:         | 10.000 tn.l. |
| Flugzeugträger:  | 27.000 tn.l. |
| Schlachtschiffe: | 35.000 tn.l. |